# Marktkirchhof 7–9 (Quedlinburg)

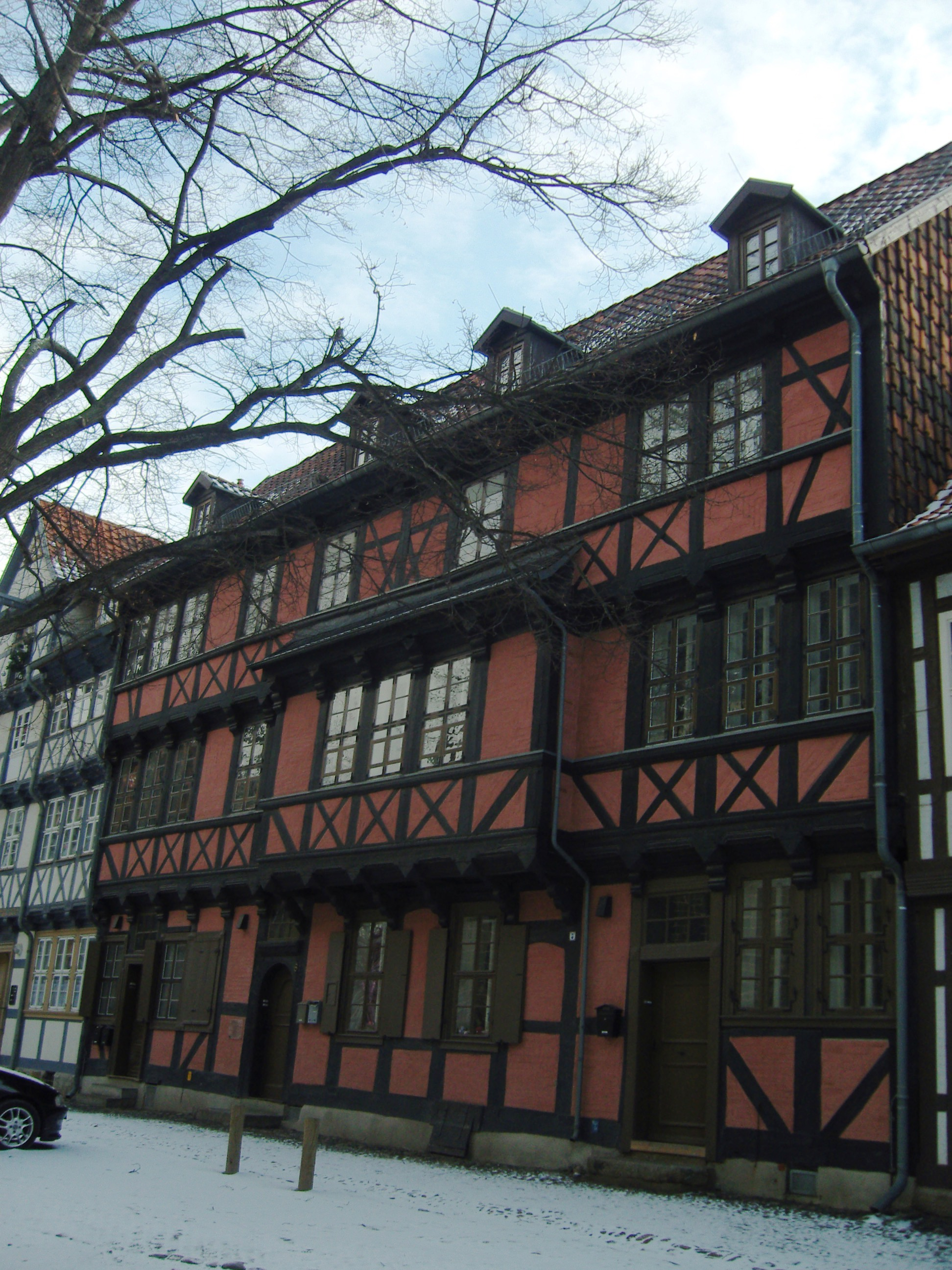
Haus Marktkirchhof 7–9

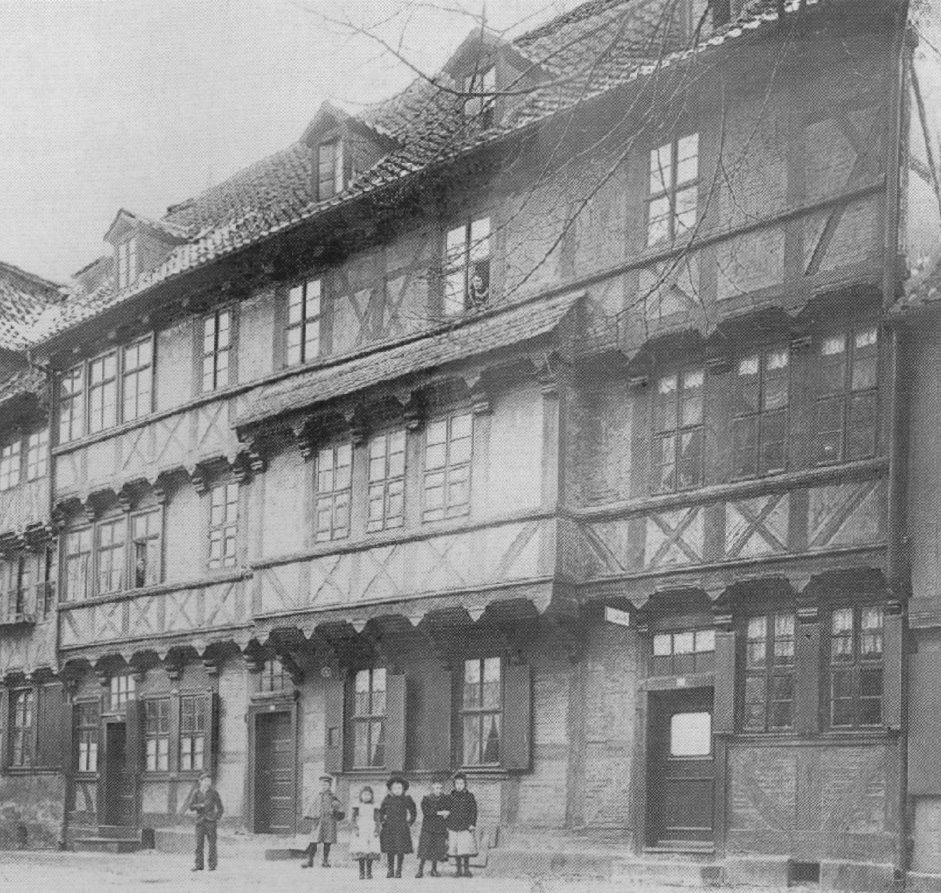
Marktkirchhof 7–9 um 1900

Das Haus Marktkirchhof 7–9 ist ein denkmalgeschütztes Gebäude in der Stadt Quedlinburg in Sachsen-Anhalt.

## Lage
Es befindet sich in der historischen Quedlinburger Altstadt, nördlich des Marktplatzes der Stadt. Das im Quedlinburger Denkmalverzeichnis als Wohnhaus eingetragene Gebäude befindet sich auf der Südseite des Marktkirchhofs. Östlich grenzt das gleichfalls denkmalgeschützte Haus Marktkirchhof 6, westlich das Haus Marktkirchhof 10 an.

## Architektur und Geschichte
Das dreigeschossige Fachwerkhaus entstand nach einer Bauinschrift im Jahr 1688 und gehört zum UNESCO-Weltkulturerbe. Es wurde im Auftrag der Stadt Quedlinburg durch den Ratszimmermeister Martin Lange errichtet. Auf ihn verweist die mit zwei Beilen versehene Inschrift MARTEN LANGE ZM. Das Gebäude diente zur Unterbringung für Stadtpfeifer, Büttel und Hebamme.
In der Hausnummer 8 befindet sich ein als Rundbogen gestaltetes Portal. Am oberen Geschoss prägt ein Fachwerkerker die weitgehend original erhaltene Fassade.